# Перхушково (платформа)
Перху́шково — остановочная платформа Смоленского направления МЖД в селе Юдино Одинцовского района Московской области.
Первоначальное название — Юдинская. Тогда это было освещаемое керосиновыми фонарями маленькое деревянное строение. Рядом, как и сейчас, располагался железнодорожный переезд. Так как на Казанском направлении железной дороги была ещё одна станция с таким же названием, часто возникала путаница. Для исключения недоразумений здешнее «Юдино» переименовали в «Перхушково», а уже существовавшую платформу около села Перхушково стали называть «Здравницей».
Состоит из двух платформ, соединённых только настилами через пути с обеих сторон. Не оборудована турникетами. Сразу к востоку от платформы  — переезд автодороги через железнодорожные пути, ведущей от Можайского шоссе в село Успенское к Рублёво-Успенскому шоссе.
Время движения от Белорусского вокзала — около 40 минут.